# Bond Jamesbond de Hay
Bond Jamesbond de Hay (né le 25 juin 2011) est un étalon inscrit comme Selle français, à la robe baie. C'est un fils de Diamant de Semilly. 
Il est monté en saut d'obstacles par le cavalier français Kevin Staut puis par le belge Grégory Wathelet, avec qui il remporte l'étape de la Coupe du monde de saut d'obstacles à Lyon en 2023.

## Histoire
Bond Jamesbond de Hay naît le 25 juin 2011, à l'élevage de Jean-Luc L'Helgouarc'h, au lieu-dit Le Pont Hay sur la commune bretonne de Plouër-sur-Rance,. Il s'agit du deuxième poulain que cet éleveur, alors débutant, a fait naître avec son compagnon Yves Berthollet, qui exerce comme chirurgien. Il a frôlé la mort étant poulain, en raison d'une crise de coliques.
Le poulain est entraîné au saut d'obstacles par Bernard Briand Chevalier, avec qui il atteint le niveau des Grands Prix CSI3* (concours de saut international 3 étoiles), commençant à attirer l'attention. La Pandémie de Covid-19 en France ralentit sa progression. Ses éleveurs font face à un dilemme, hésitant à le vendre ; ils décident de le confier à un cavalier international. Il est donc confié au cavalier français Kevin Staut, fin 2021 ; cette même année, il est inscrit dans la liste « espoir » des chevaux susceptibles de parvenir jusqu'aux JO de 2024.
Il débute au plus haut niveau durant la saison 2022, disputant son premier Grand Prix de niveau CSIO 5* à La Baule au mois de mai. En juillet et août 2022, il accuse une baisse de forme qui pousse ses propriétaires à le mettre au repos dans son élevage natal des Côtes-d'Armor. Il appartient toujours à ses deux éleveurs, Jean-Luc L'Helgouarc'h et Yves Berthollet.
Il dispute la saison d'obstacles 2023 avec le cavalier belge Grégory Wathelet, réalisant une excellente seconde moitié de saison. Il est pressenti pour une sélection aux Jeux olympiques d'été de 2024 à Paris avec Wathelet.
Il participe aux Jeux olympiques de Paris 2024, comme cheval réserviste dans l'équipe de saut d'obstacles de la Belgique.

## Description
Bond Jamesbond de Hay est un étalon de robe baie, inscrit au stud-book du Selle français.
Il mesure 1,80 m à l'âge de 3 ans.

## Palmarès

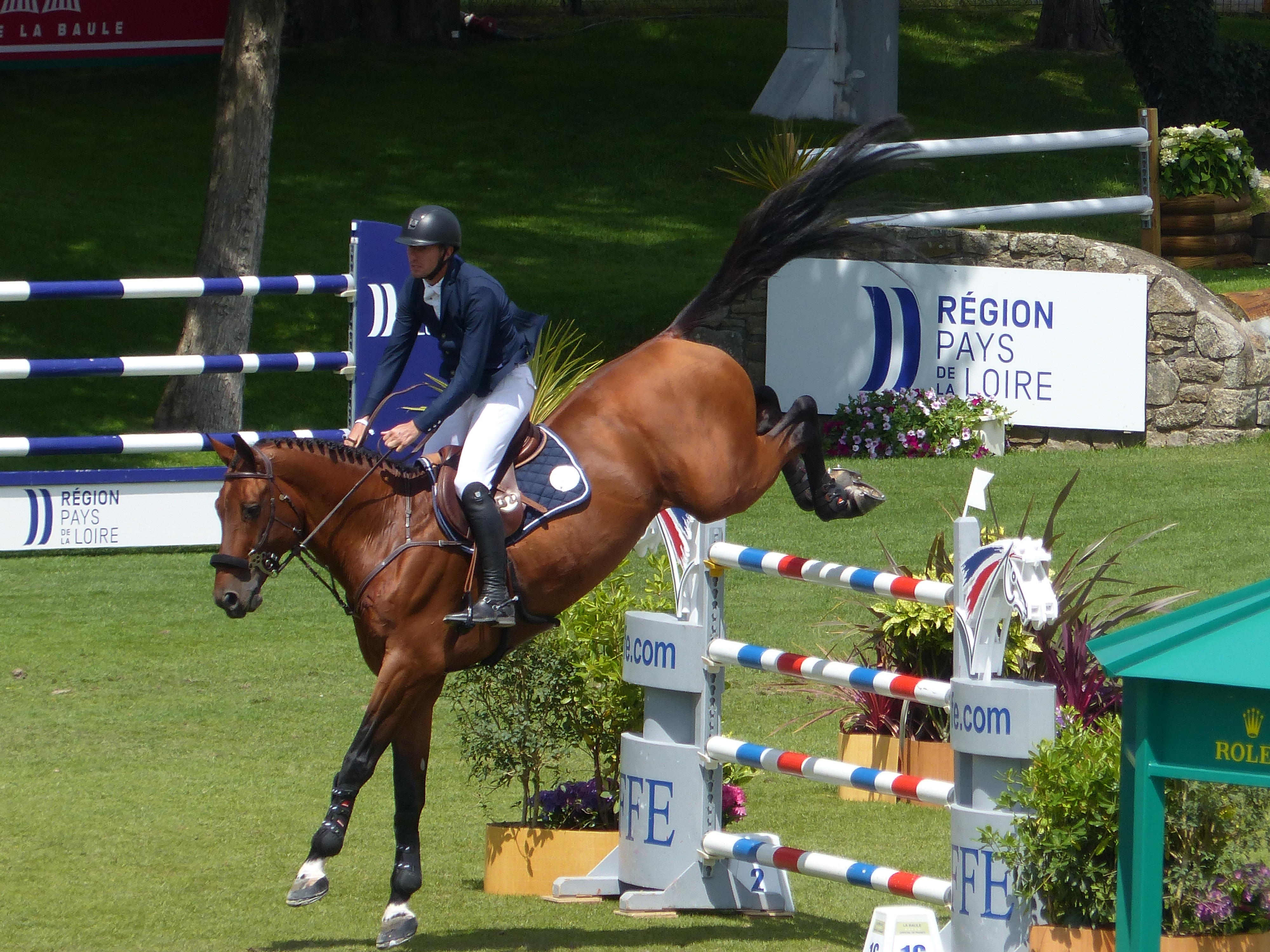
Bond Jamesbond de Hay monté par Grégory Wathelet au CSIO de La Baule de 2024.

Il atteint un indice de saut d'obstacles (ISO) de 165 en 2023.
- 2023 : vainqueur de la Coupe des nations de saut d'obstacles à Barcelone, avec Whatelet[1] ;
- novembre 2023 : vainqueur du Grand Prix 5* de Lyon[13],[14] ;

## Origines
Ses origines sont principalement françaises, et secondairement belges, néerlandaises et allemandes. C'est un fils de l'étalon Selle français Diamant de Semilly, sa mère Noya d'Orcival étant une jument issue de l'étalon néerlandais Kannan,,.
Il présente 40 % d'origines génétiques Pur-sang selon le calcul de l'Institut français du cheval et de l'équitation, 43,29 % selon celui du site web Hippomundo.
Son principal ancêtre majeur est l'étalon Diamant de Semilly.